# Peyton Sawyer
Peyton Elizabeth Sawyer, gespeeld door actrice Hilarie Burton, is een personage uit de televisieserie One Tree Hill.

## Biografie
Peyton Elizabeth Sawyer is de dochter van Larry Sawyer en Anna Rebecca Sawyer. Ze werd geboren op 12 juli 1988. In het derde seizoen komt ze erachter dat ze geadopteerd is. Haar echte moeder heet Ellie Harp. Peytons tweede naam is Elizabeth, naar haar adoptiemoeder In seizoen 4 komt ze erachter dat ze ook nog een halfbroer heeft, genaamd Derek Sommers. Ze is altijd een verdrietig type geweest sinds haar adoptie moeder Anna een auto-ongeluk kreeg toen Peyton nog maar 8 jaar was.
Peyton is een artiest die van muziek en kunst houdt. Ze is bang zich open te stellen voor mensen, aangezien ze vaak wordt gekwetst. Haar beste vriendin is Brooke Davis. Ze hebben veel ups en downs gekend, maar uiteindelijk heeft hun vriendschap het overleefd.

## Seizoen 1
Peyton was in het begin de vriendin van Nathan Scott, sterspeler van de Ravens. Echter, Nathan was ontrouw en de relatie draaide alleen om seks, waardoor Peyton het uitmaakte. Ook begon ze een oogje te krijgen op Lucas Scott. Toen ook Lucas toegaf verliefd op haar te zijn, werd Peyton bang om een band te krijgen en wees ze hem af.
Op een feest, niet veel later, voerde een student haar drugs om vervolgens met haar naar bed te gaan. Lucas kwam te hulp, waardoor Peyton zich realiseerde dat ze wel degelijk bij hem wilde zijn. Echter, het was nu te laat, aangezien Lucas nu een relatie had met Brooke.
Toen Peyton dacht dat haar vader was overleden op zee, ging ze, samen met Lucas, kijken of hij in orde was. In een motel die nacht zoenden ze elkaar, terwijl Lucas nog steeds een relatie had met Brooke. Al snel begonnen ze een affaire. Toen ze het net aan Brook wilde vertellen, kregen ze het bericht dat Lucas er ernstig aan toe was, sinds hij was betrokken bij een auto-ongeluk. Dit riep veel herinneringen op bij Peyton, wier moeder overleed bij een auto-ongeluk. Later vertelde Brooke dat ze geen vrienden meer wilde zijn met haar.
Peyton, die nu bijna geen vrienden meer had, ging nu om met basketbalspeler en tienervader Jake Jagielski. Ze kreeg een sterke band met hem en zijn dochter Jenny. Echter, wanneer moeder Nicki de stad in komt om Jenny te halen, is hij gedwongen de stad te verlaten.
Aan het einde van het seizoen komt Peyton erachter dat Lucas met Nicki heeft geslapen, waardoor ze niet meer met hem om wil gaan. Ook probeert ze weer vriendinnen te worden met Brooke.

## Seizoen 2
Peyton krijgt het erg lastig dit seizoen. Op het begin probeert ze de club Tric te openen en raakt hierdoor betrokken bij het gebruik van cocaïne. Ook moedigt ze Haley James Scott aan te zingen voor de club. Hierdoor krijgt Haley de behoefte om zangeres te worden. Ze is erg eenzaam, aangezien haar vader en Jake weg zijn en niemand haar steunt. Ook beschuldigt Felix Taggaro haar ervan dat ze lesbisch is.
Wanneer ze op het punt staat opnieuw cocaïne te kopen, stapt Jake weer haar leven binnen. Deze werd opgeroepen door Lucas, die inzag dat Peyton erg eenzaam was. Ze begint een serieuze relatie met Jake en is erg gelukkig. Echter, Nicki interrumpeert de twee opnieuw wanneer ze voogdij over Jenny wil. Uiteindelijk ontvoert ze Jenny en verlaat de stad. Hierdoor is Jake gedwongen de stad te verlaten om Nicki op te sporen.
Niet veel later stapt Ellie Harp haar leven binnen. Ze vertelt een schrijfster te zijn voor het tijdschrift The Rolling Stone. Echter, wanneer ze via het internet gestalkt wordt door iemand die zich WATCHMEWATCHU noemt, denkt Peyton dat Ellie dit is. Dan vertelt Ellie dat ze Peytons moeder is.

## Seizoen 3
Peyton komt erachter dat ze geadopteerd is en dat Ellie haar biologische moeder is. Ze wijst Ellie in eerste instantie af en vertelt dat ze al een familie heeft. Echter, ze schept later een band met haar en komt erachter dat Ellie borstkanker heeft. Ze besluiten een cd te maken waarvan de opbrengst gaat naar een borstkanker stichting. De dag waarop de cd wordt uitgebracht, overlijdt Ellie. Hierdoor blijft Peyton gebroken achter.
Peyton krijgt in het midden van het seizoen een relatie met Pete Wentz van Fall Out Boy. Echter, het gaat al snel uit wanneer Pete te druk is en Peyton nog verliefd is op Jake. Ze verhuist naar Savannah om bij hem en Jenny te wonen. Ze doet een huwelijksaanzoek, maar Jake ontdekt dat Peyton nog verliefd is op Lucas. Hij vertelt haar terug te gaan naar Tree Hill om haar hart te volgen. Dit doet ze.
Wanneer ze aan Brooke vertelt dat ze verliefd is op Lucas, vertelt Brooke dat de vriendschap tussen de twee voorbij is. Ze wordt nog bozer als ze ontdekt dat Peyton Lucas zoende tijdens een schietpartij in het midden van het seizoen waarbij Peyton werd neergeschoten. Peyton besluit er voor te gaan en wil haar gevoelens voor Lucas publiekelijk maken.

## Seizoen 4
Peyton komt erachter dat ze een broer heeft die Derek heet. Aangemoedigd door Lucas, met wie ze een sterke vriendschappelijke band heeft, wil ze hem ontmoeten. Maar dan besluit de stalker WATCHMEWATCHU zich voor te doen als Derek om zo dicht bij Peyton te komen. Wanneer hij haar probeert te verkrachten, wordt ze gered door Lucas en haar echte broer Derek.
WATCHMEWATCHU ontsnapt waardoor Peyton doodsbang achterblijft. Ze is bang om haar kamer, waar nu meerdere sloten op zitten, te verlaten en gaat ook niet meer naar school. Haar echte broer kan dit niet aanzien en geeft haar een zelfverdedigingscursus. Hierdoor wordt ze zowel fysiek als mentaal sterker.
De dag waarop Peyton aan Lucas wil vertellen dat ze nog gevoelens voor hem heeft, gaat hij op een date met Brooke. Later die avond vertelt hij echter dat hij zich realiseerde dat hun tijd nu niet is. Hierna vertelt Peyton dat ze op hem verliefd is. Lucas reageert hierop met oh, maar zoent haar later, met Brookes toestemming, nadat de Ravens de staatskampioenschap heeft gewonnen. Hierna vormen ze een koppel.
Wanneer alles beter lijkt te worden tussen Brooke en Peyton, wordt er een seksvideo van drie jaar geleden uitgebracht waarop Nathan en Brooke seks hebben nadat Peyton het uit had gemaakt met Nathan. Peyton is razend op Brooke en kan het haar niet vergeven. Verdrietig als ze is, wil ze niet naar het schoolbal. Lucas haalt haar echter over en wanneer ze op het punt staat te vertrekken, krijgt ze opnieuw een bezoekje van een furieuze WATCHMEWATCHU.
De stalker bindt haar vast op een stoel in de kelder. Wanneer Lucas geen reactie krijgt als hij aanbelt, vertrekt hij. WATCHMEWATCHU vertelt dat hij nog steeds verliefd is op Peyton, wanneer Brooke de twee verrast. De psychopaat bindt nu ook Brooke vast. Na een tijd haalt hij een mes tevoorschijn. Hij zegt dat hij Peyton hoorde schreeuwen tegen Brooke eerder die dag over het feit dat Brooke dood is in Peyton's ogen. Hij wil dit waar maken voor haar.
Peyton begint WATCHMEWATCHU te verleiden, waarna hij haar losmaakt. Ze vertelt dat ze zelf wraak wil nemen en slaat Brooke twee keer voordat de stalker haar het mes geeft. Echter, ze steekt de psychopaat in zijn schouder. Wanneer ze Brooke probeert los te maken, zegt de man dat hij Peyton eerst wil vermoorden, waarna ze wegrent terwijl Brooke nog vastgebonden is. Peyton gebruikt haar zelfverdedigingscursus om wraak te nemen op de stalker voor wat hij haar heeft aangedaan. Hij weet haar echter te overmeesteren. Net wanneer hij haar lijkt te vermoorden, komt Brooke als redder. Samen takelen ze hem ernstig toe, voordat hij buiten bewustzijn raakt.